# شهرستان گلیویتسه
شهرستان گلیویتسه (به لهستانی: Powiat Gliwice) یک شهرستان در لهستان است که در استان سیلسیان واقع شده‌است. شهرستان گلیویتسه ۶۶۳٫۳۵ کیلومتر مربع مساحت و ۱۱۴٬۹۶۳ نفر جمعیت دارد.